# Solenopsis pungens
Solenopsis pungens é uma espécie de formiga do gênero Solenopsis, pertencente à subfamília Myrmicinae.